# Nancy Talbot Clark

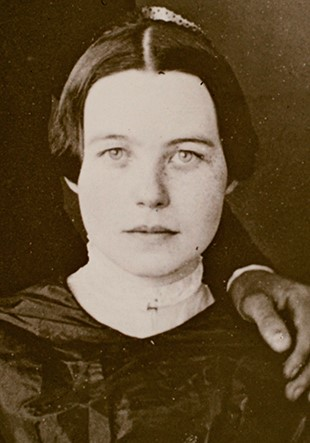
Nancy Talbot Clark

 Nancy Talbot Clark (* 22. Mai 1825 in Sharon, Massachusetts; † 28. Juli 1901 in Haverford, Pennsylvania) war eine amerikanische Ärztin. Sie war die erste Frau, die einen Abschluss an der medizinischen Fakultät der Case Western Reserve University erworben hat, die damals als das Cleveland Medical College des Western Reserve College bekannt war.

## Leben und Werk
Nancy war das siebte Kind von fünf Jungen und fünf Mädchen von Joasiah Talbot und Mary Richards Talbot. 1845 heiratete sie den Zahnarzt Champion Clark, mit dem sie eine Tochter bekam. Nachdem ihre Tochter und 1848 ihr Mann an Typhus gestorben waren, studierte sie am Cleveland Medical College und war 1852 dort die erste Absolventin und die zweite Absolventin einer regulären medizinischen Hochschule in den gesamten Vereinigten Staaten. Sie kehrte nach Massachusetts zurück, wo sie von April 1852 bis August 1854 in Boston Medizin praktizierte. 
Nachdem sie als erste Frau 1852 erfolglos die Mitgliedschaft in der Massachusetts Medical Society beantragt hatte, reiste sie 1854 mit ihrem jüngeren Bruder Israel Tisdale Talbot nach Frankreich, wie Elizabeth Blackwell vor ihr. Clark war eine Freundin von Blackwell, die die Nacht vor ihrer Europareise in ihrem Haus verbrachte.  In Paris studierte und praktizierte Clark in La Maternité, dem ersten Krankenhaus für Geburtshilfe in der französischen Hauptstadt. Auf ihrer Reise traf sie den verwitweten Amos Binney aus Boston, den sie nach ihrer Rückkehr nach Amerika heiratete. Sie bekam sechs Kinder und eröffnete 1874 eine kostenlose Apotheke in Boston.
Die Ablehnung ihres Aufnahmeantrages durch die Massachusetts Medical Society löste eine zwanzigjährige Debatte über die Aufnahme von Ärztinnen aus und führte dazu, dass die Homöopathen 1856 die Massachusetts Homeopathic Medical Society gründeten. Israel Tisdale Talbot war dabei eine treibende Kraft und er sorgte auch dafür, dass Frauen in die homöopathischen Hochschulen aufgenommen wurden.
Clark starb 1901 und wurde auf dem Mount Auburn Cemetery in Cambridge (Massachusetts) beigesetzt.